# دارين جوفينس
دارين جوفينس (بالإنجليزية: Darrin Govens)‏ مواليد 5 يناير 1988 في تشيستر، هو لاعب كرة سلة أمريكي. بدأ مسيرته الاحترافية في سنة 2010. يلعب في الدوري اليوناني لكرة السلة كلاعب هجوم خلفي. يبلغ طوله 6 قدم 1 بوصة (1.9 م).

## روابط خارجية
- دارين جوفينس على موقع كرة السلة الأوروبية.كوم (الإنجليزية)
- دارين جوفينس على موقع كلية كرة السلة في سبورتس رفرنس.كوم (الإنجليزية)
- دارين جوفينس على موقع ريلجم (الإنجليزية)
- دارين جوفينس على موقع بروبوليرز (الإنجليزية)
- دارين جوفينس على موقع سبورتس رفرنس (الإنجليزية)
- دارين جوفينس على موقع سبورتس رفرنس (الإنجليزية)